# Bavette de flanchet

Lage in einer Rinderhälfte

Als Bavette de flanchet bezeichnet man ein Teilstück der Bauchlappen des Rindfleischs nach französischer Teilung.
Es wird aus der Dünnung unterhalb des Nierenstücks abgetrennt. Es gilt als zart und saftig und ist zum Grillen, Kochen und Kurzbraten geeignet. In der amerikanischen Zerlegetechnik werden teilweise Flanksteaks entsprechend zugeschnitten.